# Łotwa na Letnich Igrzyskach Paraolimpijskich 2004
Łotwę na Letnich Igrzyskach Paraolimpijskich 2004 w Atenach reprezentowało siedmioro sportowców – trzech mężczyzn i cztery kobiety. Był to czwarty występ reprezentacji Łotwy na letnich igrzyskach paraolimpijskich (po startach w 1992, 1996 i 2000 roku). 
Reprezentanci Łotwy zdobyli trzy medale – po jednym z każdego koloru. Dało im to 52. miejsce w klasyfikacji medalowej.

## Zdobyte medale
| Medal  | Zawodnik      | Dyscyplina    | Konkurencja          |
| ------ | ------------- | ------------- | -------------------- |
| Złoto  | Aigars Apinis | Lekkoatletyka | rzut dyskiem (F52)   |
| Srebro | Edgars Bergs  | Lekkoatletyka | pchnięcie kulą (F35) |
| Brąz   | Edgars Bergs  | Lekkoatletyka | rzut dyskiem (F35)   |

## Wyniki

### Lekkoatletyka
Mężczyźni
| Zawodnik        | Konkurencja            | Finał              | Finał   | Źródło |
| Zawodnik        | Konkurencja            | Rezultat           | Miejsce | Źródło |
| --------------- | ---------------------- | ------------------ | ------- | ------ |
| Aigars Apinis   | rzut dyskiem F52       | 18,98 m            | złoto   | [ 3 ]  |
| Aigars Apinis   | pchnięcie kulą F52     | 8,21 m             | 4       | [ 4 ]  |
| Edgars Bergs    | rzut dyskiem F35       | 40,71 m            | brąz    | [ 5 ]  |
| Edgars Bergs    | pchnięcie kulą F35     | 13,55 m            | srebro  | [ 6 ]  |
| Andis Ozolnieks | rzut dyskiem F44-F46   | 40,46 m (809 pkt.) | 8       | [ 7 ]  |
| Andis Ozolnieks | pchnięcie kulą F44-F46 | 13,59 m (868 pkt.) | 10      | [ 8 ]  |

Kobiety
| Zawodniczka      | Konkurencja               | Finał               | Finał   | Źródło |
| Zawodniczka      | Konkurencja               | Rezultat            | Miejsce | Źródło |
| ---------------- | ------------------------- | ------------------- | ------- | ------ |
| Maija Emulova    | rzut dyskiem F37          | 22,11 m             | 8       | [ 9 ]  |
| Maija Emulova    | pchnięcie kulą F37-F38    | 8,58 m (931 pkt.)   | 8       | [ 10 ] |
| Sanita Lietniece | rzut dyskiem F35-F36, F38 | 15,29 m (767 pkt.)  | 12      | [ 11 ] |
| Sanita Lietniece | pchnięcie kulą F35-F36    | 6,79 m (874 pkt.)   | 11      | [ 12 ] |
| Ingrīda Priede   | rzut dyskiem F35-F36, F38 | 27,42 m (1073 pkt.) | 7       | [ 11 ] |
| Ingrīda Priede   | pchnięcie kulą F37-F38    | 9,40 m (939 pkt.)   | 6       | [ 10 ] |
| Ivita Strode     | rzut dyskiem F42-F46      | 22,87 m (1147 pkt.) | 4       | [ 13 ] |
| Ivita Strode     | pchnięcie kulą F42-F46    | 7,15 m (955 pkt.)   | 9       | [ 14 ] |